# Alternativna goriva
Alternativna goriva su goriva koja su alternativa uobičajnim gorivima. Kod automobila, u alternativna goriva se ubrajaju praktično sva goriva za automobilske motore osim motornih benzina i dizel goriva. Tj. osim goriva koja spadaju u biogoriva (biodizel, alkoholna goriva...), tu se ubrajaju i tečni naftni gas (TNG), komprimovani (KPG) i tečni prirodni gas (TPG).